# 安里翁主 (尚灝王女)
安里翁主（1825年11月19日—1909年）是琉球國第二尚氏王朝一位王族。童名真牛金。
安里翁主於道光五年乙酉十月十日，是尚灝王的第十三女，為尚灝王之妻顧氏真吳勢金（上間阿護母志良禮）所生，後嫁給大宜見御殿的第八世當主向氏大宜見按司朝平。第十五代聞得大君仲井間翁主去世後，她繼任成為第十六代聞得大君。在其任內，琉球國於1879年被日本滅亡，但聞得大君之職仍被保留。